# 巴达尔布尔铁路镇
巴达尔布尔铁路镇（Badarpur Railway Town），是印度阿萨姆邦Karimganj县的一个城镇。总人口9940（2001年）。

## 人口
该地2001年总人口9940人，其中男性5031人，女性4909人；0—6岁人口828人，其中男398人，女430人；识字率84.20%，其中男性为87.50%，女性为80.81%。